# Poslední loď
Poslední loď (v anglickém originále The Last Ship) je americký dramatický televizní seriál, který byl premiérově vysílán od 22. června 2014 na stanici TNT. Stanice ohlásila objednávku seriálu v květnu 2013. Producentem je Michael Bay, který režíroval například filmové Transformers. Příběh se soustřeďuje na posádku torpédoborce USS Nathan James, která se musí vypořádat s novou realitou poté, co globální katastrofa zničila svět. Posádka lodi se musí pokusit najít lék, zjistit, kolik lidí vlastně přežilo, a pokusit se je zachránit. Seriál byl ukončen po 5. řadě 11. listopadu 2018.

## Hlavní postavy
- Marissa Neitling – LT. Kara Foster Green
- Rhona Mitra – Dr. Rachel Scott
- Adam Baldwin – XO Mike Slattery
- Jocko Sims – LT. Carlton Burk
- Eric Dane – CO CDR Thoams W. Chandler
- Charles Parnell – CMC Russell Jeter
- John Pyper-Ferguson – Tex Nolan
- Travis van Winkle -- Lt. Daniel Green
- Emerson Brooks -- CO Meylan
- Fay Masterson -- Lt. Andrea Garnett
- Maximilliano Hernandez -- Lt. Dr. Rios MD
- Bren Foster -- Wolf

## Vysílání
| Řada | Díly | Premiéra v USA  | Premiéra v USA     | Premiéra v ČR      | Premiéra v ČR     |
| Řada | Díly | První díl       | Poslední díl       | První díl          | Poslední díl      |
| ---- | ---- | --------------- | ------------------ | ------------------ | ----------------- |
| 1    | 10   | 22. června 2014 | 24. srpna 2014     | 15. února 2016     | 18. dubna 2016    |
| 2    | 13   | 21. června 2015 | 6. září 2015       | 6. července 2016   | 12. října 2016    |
| 3    | 13   | 19. června 2016 | 11. září 2016      | 24. listopadu 2018 | 5. ledna 2019     |
| 4    | 10   | 20. srpna 2017  | 8. října 2017      | 6. ledna 2019      | 9. února 2019     |
| 5    | 10   | 9. září 2018    | 11. listopadu 2018 | 5. října 2019      | 3. listopadu 2019 |